# Lee Jung-Eun
Lee Jung-Eun (9 de abril de 1988) es una deportista surcoreana que compite en judo. Ganó una medalla de bronce en el Campeonato Mundial de Judo de 2013, y tres medallas en el Campeonato Asiático de Judo en los años 2007 y 2013.

## Palmarés internacional
| Campeonato Mundial  | Campeonato Mundial      | Campeonato Mundial | Campeonato Mundial |
| Año                 | Lugar                   | Medalla            | Categoría          |
| ------------------- | ----------------------- | ------------------ | ------------------ |
| 2013                | Río de Janeiro (Brasil) | Medalla de bronce  | +78 kg             |
| Campeonato Asiático |                         |                    |                    |
| Año                 | Lugar                   | Medalla            | Categoría          |
| 2007                | Kuwait (Kuwait)         | Medalla de bronce  | +78 kg             |
| 2007                | Kuwait (Kuwait)         | Medalla de bronce  | Abierta            |
| 2013                | Bangkok (Tailandia)     | Medalla de oro     | +78 kg             |